# Galloperdix lunulata
Galloperdix lunulata là một loài chim trong họ Phasianidae.

## Hình ảnh

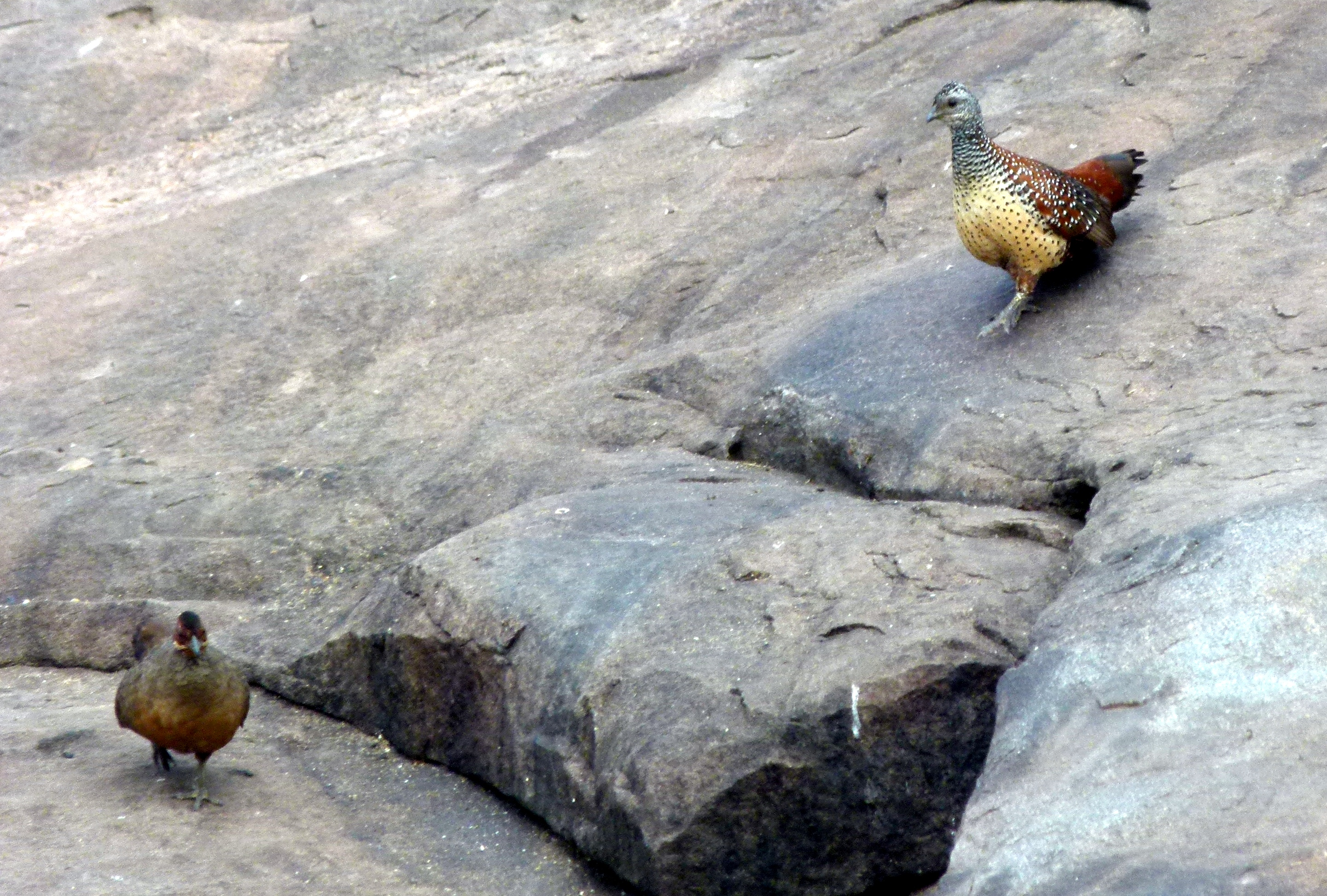
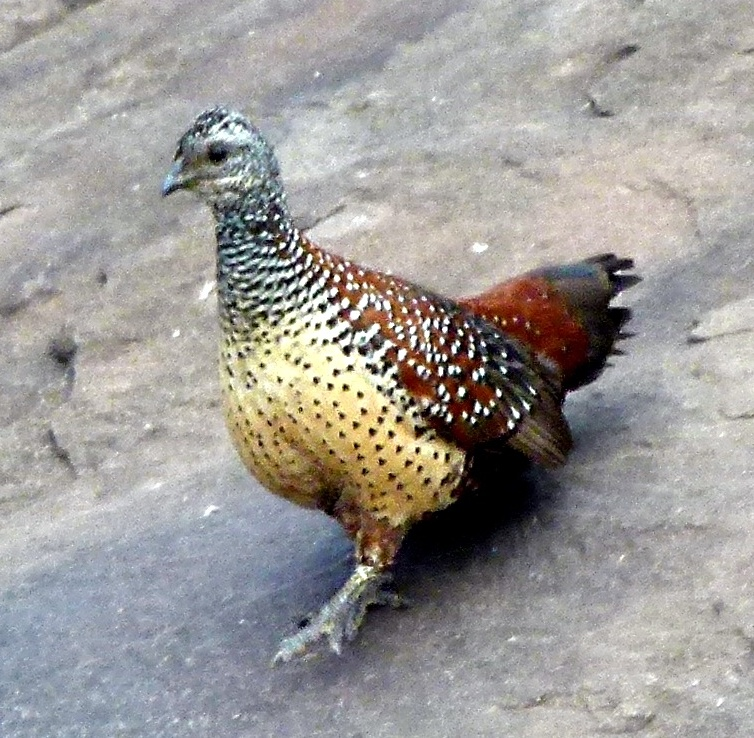
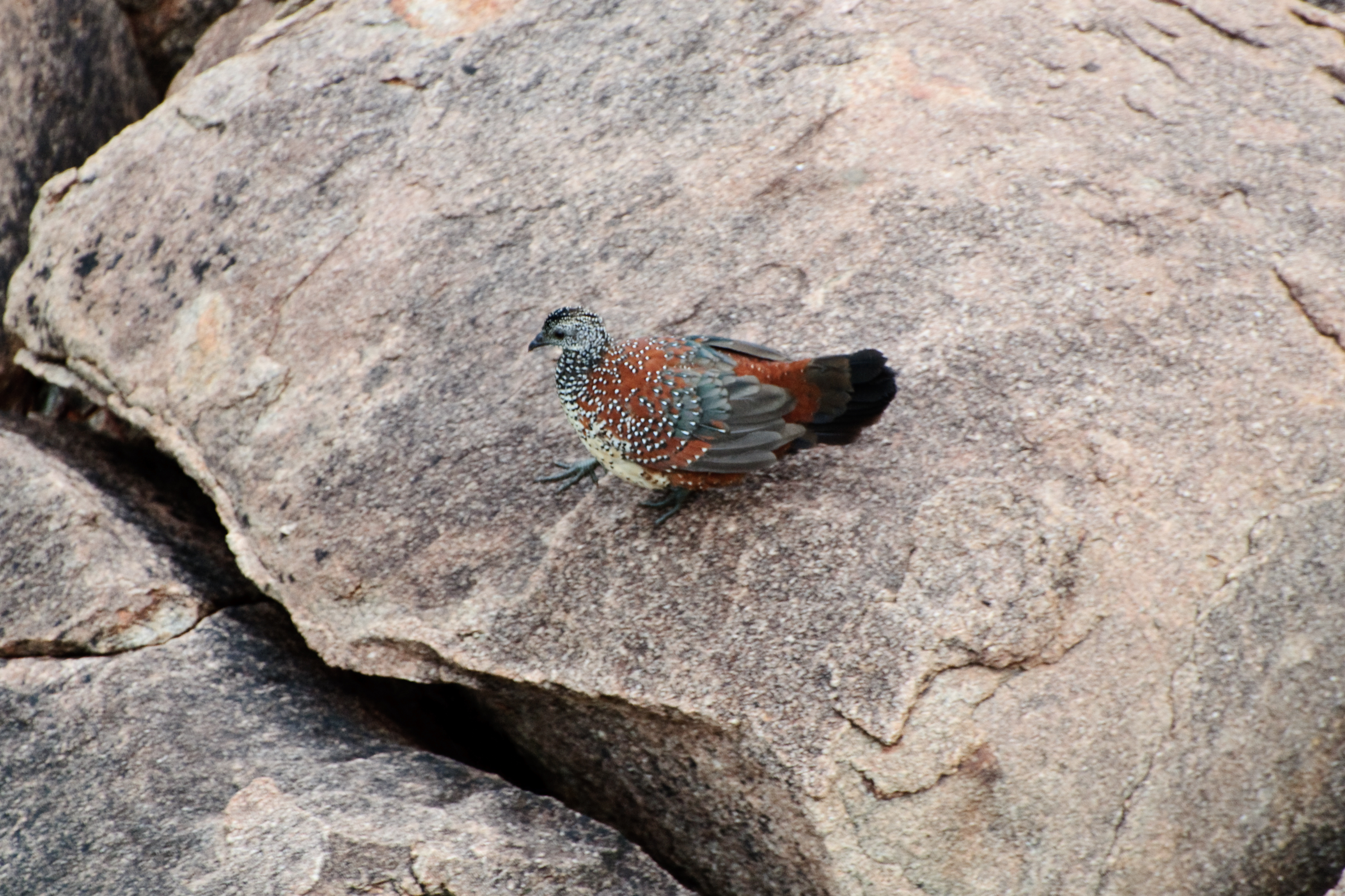
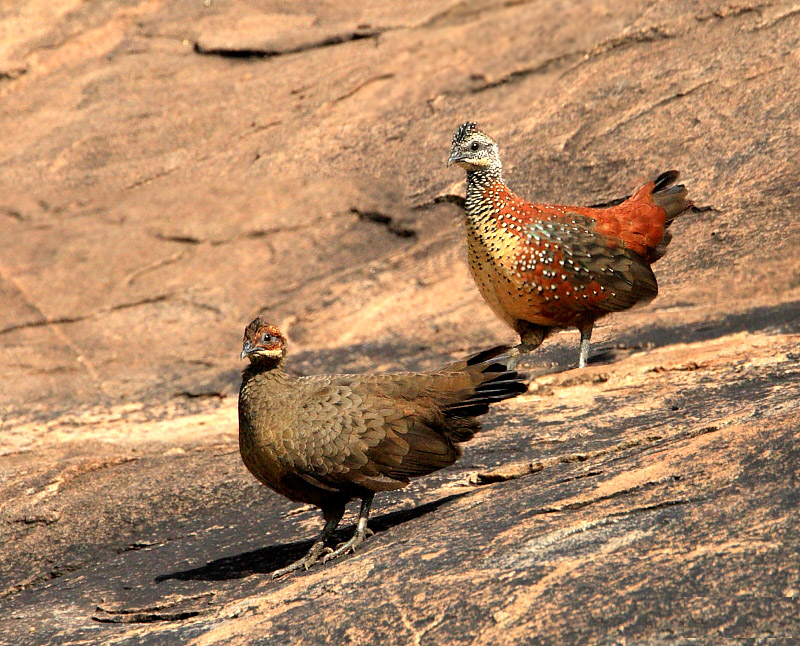
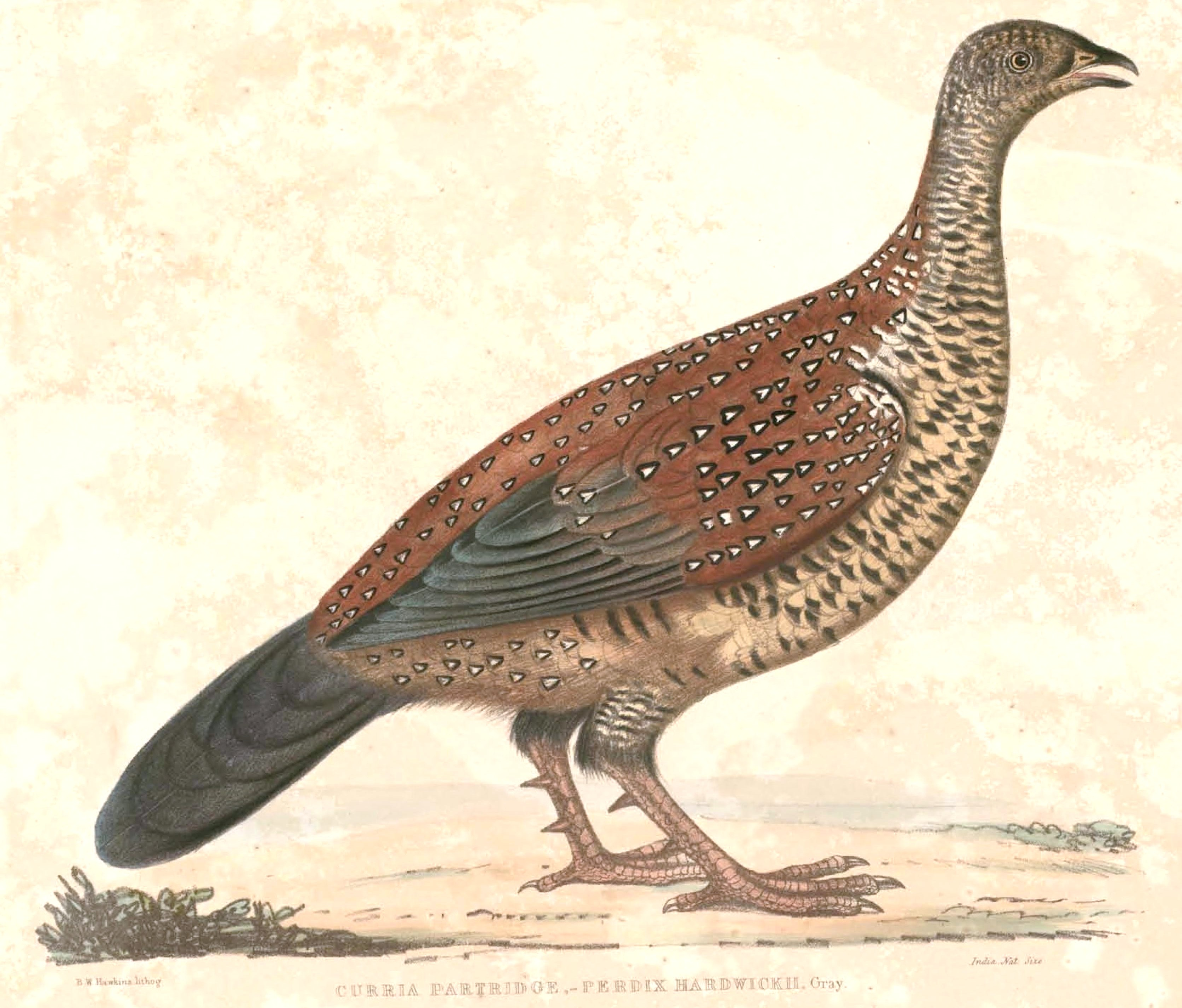